# Пенишейру, Тиша
Патрисия Нуньеш «Тиша» Пенишейру (порт. Patrícia Nunes "Ticha" Penicheiro; родилась 18 сентября 1974 года в Фигейра-да-Фош, округ Коимбра, Португалия) — португальская профессиональная баскетболистка, выступавшая в женской национальной баскетбольной ассоциации (ВНБА) на позиции разыгрывающего защитника. В 1997 году она играла в финале Национальной ассоциации студенческого спорта (NCAA) в составе команды «Олд Доминион Леди Монархс», а в 2005 году стала чемпионкой ВНБА в составе клуба «Сакраменто Монархс». В составе подмосковного «Спартака» последовательно выиграла два главных европейских турнира, Еврокубок в 2006 и Евролигу в 2007 году.

## Студенческая карьера
В 1994 году Пенишейру поступила в Университет Старого Доминиона, где в течение четырёх сезонов защищала цвета баскетбольной команды «Олд Доминион Леди Монархс», в которой она провела успешную карьеру под руководством именитого наставника Венди Ларри, набрав в итоге 1304 очка, сделав 939 передач и 591 перехват. При Тише «Леди Монархс» постоянно выигрывали регулярный сезон и турнир конференции Colonial Athletic Association, а также всегда выходили в плей-офф студенческого чемпионата США (1995-1998).
Самой успешной вехой её студенческой карьеры стал турнир 1996/1997 годов, в котором «Леди Монархс» добрались до решающей игры чемпионата NCAA, став вице-чемпионами страны. 28 марта 1997 года «Леди Монархс» сначала в полуфинале в упорной борьбе, лишь в овертайме, сломили сопротивление команды Кейт Старбёрд и Олимпии Скотт «Стэнфорд Кардинал» со счётом 83-82, в котором сама Пенишейру наряду с Клариссой Мачангуаной была лучшей по результативности игроком своей команды, набрав 18 очков, а затем в финальной игре, 30 марта, уступили команде Чамик Холдскло, Келли Джолли и Нии Баттс «Теннесси Леди Волантирс» со счётом 59-68, в которой Пенишейру стала лишь четвёртым по результативности игроком своей команды, набрав 10 очков и совершив 6 подборов.
По завершении своей студенческой карьеры Пенишейру стала лидером «Олд Доминион Леди Монархс» по количеству сделанных перехватов, а также заняла второе место по количеству сделанных передач, уступив по этому показателю только Нэнси Либерман (961), к тому же она до сих пор удерживает рекорды конференции Colonial Athletic Association (CAA) по общему количеству передач и перехватов. В 1997 и 1998 годах Тиша включалась в первую всеамериканскую сборную NCAA по версии Kodak. Она стала всего лишь вторым игроком «Леди Монархс», после всё той же Либерман, выигравшей престижную премию «Маргарет Уэйд Трофи» и первым иностранным игроком, который удостоился этой  чести. Все четыре сезона включалась в сборную всех звёзд CAA, в 1995 году была признана новичком года, а в 1996 и 1997 годах — баскетболисткой года конференции CAA. После окончания своего обучения получила учёную степень в области коммуникаций и межотраслевых исследований, а в 2006 году Тиша Пенишейру была включена в спортивный Зал славы университета Старого Доминиона.

## Карьера в женской НБА
В 1998 году Тиша выставила свою кандидатуру на драфт женской НБА, на котором была выбрана под общим вторым номером клубом «Сакраменто Монархс», цвета которого она защищала вплоть до его расформирования в декабре 2009 года. Уже в своём дебютном сезоне Пенишейру стала лучшим игроком команды по передачам и перехватам, набирая в среднем за игру по 6,3 очка, 4,7 подбора, 7,5 передачи и 2,2 перехвата, а по его итогам она заняла третье место в голосовании спортивных журналистов за звание лучшего новичка года, уступив лишь Трейси Рид (седьмой номер драфта) и Кори Хледе (четвёртый). Кроме того в этом же сезоне она выиграла титул лидера регулярного чемпионата по передачам, который за карьеру завоёвывала ещё шесть раз (1998−2003, 2010). В сезоне 2000 года Тиша установила рекорд по количеству совершённых передач в отдельно взятом регулярном чемпионате (236), в турнире 2002 года — по среднему количеству передач за матч (8,0), а уже после завершения своей профессиональной карьеры — и по общему количеству передач за всю историю лиги (2599). В самом начале своей карьеры в женской НБА она трижды включалась в сборную всех звёзд ассоциации (в 1999 и 2000 — в первую команду, а в 2001 — во вторую).
В сезоне 1999 года Пенишейру помогла своему клубу впервые пробиться в плей-офф чемпионата женской НБА, в котором она уже в первом раунде уступила команде «Лос-Анджелес Спаркс» со счётом 0-1 (58-71). Кроме этого в том же сезоне она получила приглашение на первый матч всех звёзд в истории ВНБА в качестве игрока скамейки запасных, в котором набрала всего лишь 1 очко и совершила 3 передачи за 19 минут, проведённых на площадке. 27 июля в проигранной игре против клуба «Миннесота Линкс» (59-61) Тиша набрала 27 очков, установив для себя рекорд по количеству набранных очков в отдельно взятой игре. Помимо этого она дважды (в 1998 году в проигранной 29 июля со счётом 67-75 встрече команде «Кливленд Рокерс» и в 2002 году в также проигранном 3 августа со счётом 71-81 матче команде «Лос-Анджелес Спаркс») закрепляла за собой рекорд ассоциации по числу сделанных передач в отдельно взятой игре (16). А уже 10 июля 2003 года Пенишейру установила рекорд ВНБА по числу совершённых перехватов в отдельно взятой встрече, сделав их 10 штук в победной игре против клуба «Сан-Антонио Силвер Старз» (89-76). Впоследствии она также лидировала и по общему количеству перехватов за всю историю ассоциации (с 2008 по 2011 годы), обойдя Шерил Свупс, впрочем уже в сезоне 2011 года её достижение превзошла Тамика Кэтчингс, ставшая первым игроком лиги, совершившей более 1000 перехватов за свою карьеру.
«Монархи» постепенно прогрессировали и уже в сезонах 2003 и 2004 годов играли в финале Западной конференции, самыми же успешными для них стали следующие два сезона, так как уже в 2005 году «Сакраменто» впервые в своей истории стал чемпионом ассоциации. «Сакраменто Монархс» на первом этапе без особых проблем обыграли клуб «Лос-Анджелес Спаркс» со счётом 2-0, затем в полуфинале с таким же счётом — команду «Хьюстон Кометс», а в финале в четвёртой встрече серии до трёх побед уверенно переиграли клуб «Коннектикут Сан» со счётом 3-1, а сама же Тиша по итогам плей-офф стала всего лишь седьмым по результативности игроком своей команды, набрав в шести матчах 32 очка (по 5,3 в среднем за игру), 24 подбора (4,0) и 31 передачу (5,2). Уже в следующем сезоне «Сакраменто» повторил свой успех, повторно добравшись до финала турнира, однако на этот раз в решающем матче серии до трёх побед уступил клубу «Детройт Шок» со счётом 2-3, а сама Пенишейру по итогам плей-офф опять же стала седьмым по результативности игроком своей команды, набрав в девяти матчах 45 очков (по 5,0 в среднем за игру), 21 подбор (2,3) и 34 передачи (3,8).
После окончания сезона 2009 года, в котором «Сакраменто Монархс» стали худшей командой ВНБА, одержав всего 12 побед в 34 играх, они были расформированы по причине прекращения финансирования, а игроки команды были рассредоточены на так называемом драфте распределения, прошедшем в формате селекторного совещания 14 декабря 2009 года, в котором Патрисия Пенишейру не смогла принять участие, потому что в межсезонье она стала неограниченно свободным агентом, поэтому 9 февраля 2010 года заключила соглашение с клубом «Лос-Анджелес Спаркс», в котором провела два ничем не примечательных сезона. 22 февраля 2012 года Тиша подписала договор с командой «Чикаго Скай», но из-за травмы сезон получился неудачным, поэтому незадолго до его окончания, а именно 18 сентября, она объявила о завершении своей профессиональной карьеры сразу по его завершении. В 2014 году она была включена в Спортивный Зал славы Виргинии.
12 июня 2006 года Пенишейру была включена в список из тридцати номинанток, из числа которых женская НБА посредством голосования среди болельщиков, средств массовой информации, тренеров и самих баскетболисток решила выбрать сборную десятилетия ассоциации. 13 июля ВНБА обнародовала официальные результаты голосования, по итогам которого Тиша не вошла в список десяти победительниц, впрочем она была включена в так называемый список пяти баскетболисток, которые своими выступлениями получили право быть достойными упоминания. 23 июля 2011 года Пенишейру была включена в состав 15-ти лучших игроков лиги, в число которых вошли наиболее влиятельные баскетболистки первых пятнадцати лет женской НБА, среди дарований которых учитывались принцип соблюдения спортивного фейр-плей, служение общественности, лидерские качества и вклад в развитие женского баскетбола. 16 июня 2016 года ЖНБА объявила список уже из шестидесяти претенденток по случаю очередного юбилея лиги, в который попали лишь те игроки, которые становились чемпионами женской НБА, участвовали в матчах всех звёзд, награждались индивидуальными призами, включались в сборную всех звёзд и сборную всех звёзд защиты, входили в топ-30 в одном из пяти основных статистических показателях или являлись членами первых двух списков, а уже 21 июня ассоциация обнародовала список из двадцати победителей, в который вошла и Тиша.

## Карьера в Европе
Кроме карьеры в женской НБА Пенишейру очень долго выступала в Европе, поменяв за двадцать лет более десяти клубов. Свой первый профессиональный контракт Тиша подписала в 1992 году с португальским клубом «Униан Сантарен», в котором выступала до и после студенческой карьеры. В его составе она стала чемпионкой страны уже в своём дебютном сезоне и вице-чемпионкой в сезоне 1998/1999 годов, а также два раза кряду выигрывала кубок Португалии (1993, 1994). С 1999 по 2001 годы она защищала цвета польской команды «Лотос Клима Гдыня», в составе которой стала двукратной чемпионкой турнира. В сезоне 2001/2002 годов выступала за итальянский клуб «Меверин Парма», в составе которого стала обладателем кубка Италии. В сезоне 2003/2004 годов Пенишейру играла за екатеринбургскую команду «УГМК», вместе с которой выиграла серебряные медали чемпионата России. В следующем сезоне она защищала цвета французского клуба «Олимпик Валансьен», в составе которого стала не только победителем первенства, но и дошла до финала кубка Франции.
Самыми успешными в европейской карьере Пенишейру стали два сезона, которые она провела в составе подмосковного «Спартака», в нём её одноклубницами стали и некоторые другие звёзды ЖНБА, Тина Томпсон, Сью Бёрд, Дайана Таурази и Тамика Уитмор. В сезоне 2005/2006 годов «Спартак» выиграл Еврокубок ФИБА, обыграв по сумме двух матчей французскую команду «Пеи» из Экс-ан-Прованса (80:65 и 72:66). В следующем сезоне подмосковные баскетболистки выиграли золотые медали первенства России, обыграв в решающей игре серии до трёх побед клуб «ЦСКА» со счётом 3:2 и Евролигу ФИБА, переиграв в финале четырёх на домашней площадке сначала тот же «ЦСКА» со счётом 90:76, а затем в решающей встрече испанскую команду «Рос Касарес» со счётом 76:62.
В сезоне 2007/2008 годов Пенишейру играла за рижскую команду «ТТТ», в составе которой стала победителем чемпионата Латвии. Следующие два сезона она вновь выступала в первенстве Италии в командах «Бракко ГЭАС Баскет и «Лиоматик Умбертиде», однако оба раза её команды вылетали уже в первом раунде плей-офф, на стадии 1/4 финала. В сезоне 2011/2012 годов Тиша успела поиграть сразу же в двух чемпионатах, сначала за чешскую команду «ЗВВЗ УСК Прага», а затем в турецком клубе «Галатасарай», в составе которого стала вице-чемпионом страны и обладателем кубка Турции. «Галатасарай» переиграл в финальной встрече за кубок своего извечного соперника, стамбульский «Фенербахче», со счётом 76:72, однако в финальной серии чемпионата страны «Фенербахче» отомстил «Галатасараю», обыграв его со счётом 3:1.

## Личная жизнь
Пенишейру является ярым сторонником специальных Олимпиад и поддерживает исследования рака яичников, в честь одного из своих лучших друзей, у которого было диагностировано это заболевание. Помимо своего родного португальского она владеет английским, испанским и разговорным итальянским. Тиша является страстным коллекционером часов и одежды. Её отец Жоау в прошлом также был неплохим баскетболистом, в настоящее же время он является тренером Паулу, старшего брата Патрисии, который выступает на профессиональном уровне в Португалии. По завершении турнира 2008/2009 годов в Европе Тиша стала тётей, после того как супруга её брата родила сына Жоау Мигеля. Она любит слушать музыку в стиле ритм-н-блюз. 20 февраля 2013 года Тиша получила гражданство США, приняв присягу вместе с 1200 другими бипартиантами в «Сакраменто Конвеншн-центре».

## Достижения
За время своей европейской карьеры Тиша Пенишейру стала обладательницей огромного количества всевозможных титулов и наград в различных чемпионатах:
| - Чемпионка первенства Португалии (1993) - Финалистка чемпионата Португалии (1999) - Двукратная обладательница кубка Португалии (1993, 1994) - Обладательница суперкубка Португалии (1994) - Двукратная победительница чемпионата Польши (2000, 2001) - Обладательница кубка Италии (2002) - Вице-чемпионка первенства России (2004) - Победительница чемпионата Франции (2005) - Финалистка кубка Франции (2005) | - Обладательница кубка федерации Франции (2005) - Обладательница Еврокубка ФИБА (2006) - Победительница женской Евролиги (2007) - Чемпионка первенства России (2007) - Победительница чемпионата Латвии (2008) - Финалистка кубка Португалии (2011) - Финалистка кубка федерации Португалии (2011) - Вице-чемпионка первенства Турции (2012) - Обладательница кубка Турции (2012) |